# Wahlstedt
Wahlstedt (plattdeutsch: Wohlsteed) ist eine Kleinstadt im Kreis Segeberg, Schleswig-Holstein.

## Geografie

### Lage
Das Stadtgebiet Wahlstedts liegt etwa sieben Kilometer westlich von Bad Segeberg am nordöstlichen Rand des Segeberger Forstes. Naturräumlich wird es der Haupteinheit Holsteinische Vorgeest zugeordnet, einem Teilraum der Schleswig-Holteinischen Geest.

### Gemeindegliederung
Die Stadt Wahlstedt lässt sich siedlungsstatistisch nach ihren Wohnplätzen gliedern. Neben dem namenstiftenden Stadtkern liegen im Gemeindegebiet ebenfalls die Häusergruppe Waldesruh sowie die Güter Hülsenberg und Wahlstedt. Daneben ist der Stadt Wahlstedt auch das Forsthaus Buchholz als Exklave zugeordnet.

### Nachbargemeinden
An Wahlstedt grenzen folgende Nachbagemeinden:
|                            | Rickling                                    | Negernbötel |
|                            | Kompassrose, die auf Nachbargemeinden zeigt | Fahrenkrug  |
| Buchholz (Forstgutsbezirk) | Bark, Wittenborn                            |             |

## Geschichte

### Allgemeines
Im Jahre 1150 wurde Wahlstedt das erste Mal urkundlich erwähnt. Der damalige Bischof von Oldenburg, Vicelin, bestätigte darin der Segeberger Kirche die „Zehntenverteilung“ des Kaisers Lothars III. und Herzog Heinrich für das Chorherrenstift der Augustiner in Högersdorf. Zehn Dorfschaften werden in dieser Urkunde genannt, darunter auch ein Dorf namens „Wahlstedte“. Ob sich Wahlstedt allerdings zu diesem Zeitpunkt bereits im Besitz des Chorherrenstifts der Augustiner in Högersdorf befand, ist bis heute umstritten, denn offiziell ging Wahlstedt erst 1192 als Schenkung Kaiser Heinrichs VI. an das Chorherrenstift der Augustiner in Högersdorf als Besitz über. Vor- und frühgeschichtliche Funde auf dem heutigen Gemeindegebiet zeugen allerdings von einer weitaus früheren Besiedlung.
Im Dreißigjährigen Krieg wurde das Dorf Wahlstedt zerstört und anschließend wieder aufgebaut. Während der napoleonischen Kriege im 19. Jahrhundert musste Wahlstedt wechselnde Einquartierungen dänischer, deutscher, schwedischer und russischer Truppen ertragen.
Nach dem Zweiten Weltkrieg gehörte die Gemeinde Wahlstedt bis zum März 1953 dem Amt Segeberg-Land an. Am 1. Juli 1954 wurde die Gemeinde Wahlstedt als amtsfreie Gemeinde aus dem Amt Segeberg-Land ausgegliedert. Am 13. Dezember 1966 wurden der Gemeinde Wahlstedt durch die schleswig-holsteinische Landesregierung die Stadtrechte verliehen, die am 1. Januar 1967 in Kraft traten.

### Wappen
Das Wappen und die Flagge wurden am 19. Mai 1956 genehmigt.
Blasonierung: „Von Silber und Rot schräglinks geteilt, darauf in vertauschten Farben ein schrägrechts gestellter, bewurzelter Eichenstumpf mit vier Zweigen.“
Die Teilung des Schildes im Wappen nimmt Bezug auf das Nebeneinander der Dörfer Klein- und Großwahlstedt im Mittelalter. Bereits Mitte des 12. Jahrhunderts urkundlich erwähnt, ist Kleinwahlstedt um 1444 niedergelegt worden. Das Gebiet beider Dörfer bestand als Wahlstedt fort. Der Eichenstamm als einzige Wappenfigur weist auf die Ursprünge des Ortes als Rodungssiedlung in der relativ frühen Zeit der -stedt-Orte (etwa 400 n. Chr.) hin und gibt mit seinen zwölf Wurzeln die Anzahl der ursprünglichen Hufen wieder. Die vier Zweige sollen auf vier durch Kriege bedingte Notzeiten des Ortes (Wendenkämpfe, Dreißigjähriger Krieg, Napoleonischer Krieg, Zweiter Weltkrieg) und auf die vier Erwerbsquellen der Einwohner in der Vergangenheit (Ackerbau, Viehzucht, Jagd, Fischerei) hinweisen. Die Farben des ansprechend in verwechselten Farben tingierten Wappens sind die Farben des Landesteils Holstein.
Das Wappen wurde von dem Brunsbütteler Heraldiker Willy „Horsa“ Lippert gestaltet.

### Flagge
Die Flagge von Wahlstedt ist gespalten in den Liek (den der Stange zunächst gelegenen, kleineren Teil) und das fliegende Ende (den an den Liek anschließenden, größeren Teil). Das Liek ist wieder geteilt in zwei Quadrate, von denen das obere im weiß-rot schrägrechts geteilten Feld den schräglinks gestellten Eichenstumpf in verwechselter Farbe wie im Wappen, das untere ein leeres weißes Feld zeigt. Das fliegende Ende wird von Rot und Weiß in zwei Rechtecke geteilt.

### Das Marine Artillerie-Arsenal Fahrenkrug-Wahlstedt
Im Jahre 1935 beschloss die Marineleitung in Berlin, das Marine-Artillerie-Zeugamt Kiel zu vergrößern. Dafür wurde an der Nordseite des Segeberger Forstes am Südwestrand des Dorfes Wahlstedt ein neues Arsenal angelegt. Hier entstand nun ab 1937 das Marine-Artillerie-Nebenzeugamt Segeberg, das nach abgeschlossenem Aufbau in Marine-Artillerie-Arsenal Fahrenkrug umbenannt wurde. Man wählte den Namen Fahrenkrug wegen der Bahnstation, von der aus das Anschlussgleis zum Arsenal gelegt wurde.
Das neuentstandene Marine-Artillerie-Arsenal umfasste eine zusammenhängende Fläche von 314 ha. Das Gelände war von einem 10 km langen und 2 m hohen Maschendrahtzaun umgeben. Um eine Gefährdung der umliegenden Häuser zu verhindern, mussten noch einige Grundstücke und Häuser hinzugekauft werden. Die darauf befindlichen Gebäude wurden abgerissen oder zu Werkswohnungen umgebaut. Da die Häuser nicht ausreichten, um das Personal unterzubringen, wurden in Wahlstedt weitere 84 ha angekauft, auf denen insgesamt drei Siedlungen für das Arsenals-Personal entstehen sollten.
Die Aufgaben des Marine-Artillerie-Arsenal Fahrenkrug-Wahlstedt waren:
1. Fertigung von Küsten- und Schiffsartilleriemunition aus zugelieferten Einzelteilen,
2. Untersuchung von Munition,
3. Nachschubversorgung der Marine mit Munition,
4. Wiederherstellung von leeren Hülsen in drei Hülsenwerkstätten und einer dazugehörigen galvanischen Anstalt,
5. Instandsetzung und Umrüstung von Geschützen der Küstenartillerie,
6. Lagerung der gefertigten Marine-Artillerie-Munition.

Die Produktion begann 1939 mit einer Belegschaft von 30 Angestellten, 300 männlichen und 200 weiblichen Arbeitern, die sich schon ein Jahr später auf 1000 verdoppelt hatte. Eine Aufstellung der Arbeitskräfte im Mai 1945 ergibt folgendes Bild:
- 488 Deutsche
- 207 Polen, Letten und Litauer
- 247 Italiener
- 74 Franzosen
- 90 Niederländer
- 33 sowjetische Kriegsgefangene

zusammen: 1139 Menschen.
Zu diesen Arbeitskräften kamen noch 680 Soldaten und 172 Zivilangestellte. Das Marine-Artillerie-Arsenal Fahrenkrug-Wahlstedt hatte damit im Mai 1945 eine Gesamtbelegschaft von 1991 Mann.
Am 3. Mai 1945 besetzten britischen Soldaten das Marine-Artillerie-Arsenal Fahrenkrug-Wahlstedt. Der letzte Arsenalkommandant wurde nach kurzer Gefangenschaft zum Arsenaldirektor ernannt und hatte die Abwicklungsarbeiten unter britischem Befehl durchzuführen. Im Frühjahr 1946 begannen die Sprengungen an den Bunkern. Erst im Jahre 1953 waren die letzten Sprengungen auf dem Gebiet des Marine-Artillerie-Arsenals Fahrenkrug-Wahlstedt beendet. Die meisten Ziegelbauten, die Versorgungsanlagen und die Normalspur-Gleisanlage wurden nicht zerstört. Die restlichen Munitions- und Pulvervorräte, ca. 50.000 t, wurden bis 1953 vernichtet, sämtliche Einrichtungsgegenstände aus den Produktions-, Verwaltungs- und Wirtschaftsgebäuden demontiert und der Baumbestand um die einzelnen Gebäude abgeholzt und nach England verschifft.
In den freigewordenen Hallen zogen ab 1947 verschiedene Industriebetriebe ein.
Die Siedlung wurde 1952 in Wahlstedt eingemeindet. Das hatte zur Folge, dass viele Heimatvertriebene Neu-Wahlstedter wurden. Die damit verbundene Vergrößerung der Einwohnerzahl führte 1967 zur Stadterhebung.
Ein Geschichtspfad informiert über das Marinearsenal. Das Informations- und Dokumentationszentrum mit mehreren Dauerausstellungen kann nach Anmeldung bei der VHS Wahlstedt besichtigt werden.

## Politik

### Stadtvertretung
- CDU: 9
- Grüne: 2
- WfW: 6
- UKW: 2

Die Stadtvertretung ist die kommunale Volksvertretung der Stadt Wahlstedt. Über die Zusammensetzung entscheiden die Bürger alle fünf Jahre. Die letzte Kommunalwahl fand am 14. Mai 2023 statt. Diese führte bei einer Wahlbeteiligung von 35,4 % zu nebenstehender Zusammensetzung der Stadtvertretung.

### Bürgermeister
Hauptamtlicher Bürgermeister von Wahlstedt ist seit 2024 Jan Christoph (CDU). Er wurde bei der Bürgermeisterwahl am 10. März 2024 mit 50,1 Prozent der Stimmen im ersten Wahlgang direkt gewählt. Die unterlegenen Gegenkandidaten Marco Schröder (WfW) und Torben Fritsch (parteilos) erhielten 33,2 bzw. 16,7 Prozent der Stimmen. Die Wahlbeteiligung lag bei 37,1 Prozent. Christoph trat damit die Nachfolge von Matthias Bonse (CDU) an, der nach zwölf Jahren im Amt nicht erneut angetreten war.

### Städtepartnerschaft
- Bjerringbro (Dänemark), 1969 bis 2007

Freundschaftliche Beziehungen bestanden zudem zu:
- Nore og Uvdal (Norwegen)

## Wirtschaft und Infrastruktur
Der Kaffeehändler Arko hat seinen Sitz in Wahlstedt ebenso wie die W. Pelz GmbH & Co. KG, die in Deutschland über die Markenrechte für Q-Tips Wattestäbchen verfügt. Früher war in Wahlstedt auch die „Lichtmarke“ Lichtenheldt GmbH (kurz LL, eine chemisch-pharmazeutische Fabrik die etwa die aus Wacholderextrakt hergestellten Junipur-Präparate verkaufte) ansässig. Größter Arbeitgeber in Wahlstedt ist die Grundfos Pumpenfabrik GmbH, eine Produktionsgesellschaft des dänischen Pumpenherstellers Grundfos.
Die 1984 stillgelegte Bahnstrecke Neumünster–Bad Oldesloe wird seit 2002 wieder bedient, nun auch mit einem Haltepunkt in Wahlstedt. Die Stadt hat zwei Industriegebiete – „Wahlstedt“ im südlichen Teil und „Kieler Straße“, im nordöstlichen Teil direkt am Bahnhof gelegen.

## Persönlichkeiten
Personen, in deren Biographie Wahlstedt einen bedeutenden Teil einnimmt:
- Fiete Arp (* 2000), Fußballspieler
- Axel Bernstein (1974–2017), Politiker (CDU), Mitglied des Landtags (2005–2017)
- Jens-Uwe Dankert (* 1946), Politiker (FDP), Mitglied des Landtags (2009–2012)
- Amelie Intert (* 1996), Tennisspielerin[13]
- Thomas Reimer (* 1967), Videodesigner